# Giannantonio Manci

Giannantonio Manci

Il Conte Giannantonio Manci (Trento, 14 dicembre 1901 – Bolzano, 6 luglio 1944) è stato un imprenditore e partigiano italiano, eroe della resistenza italiana.

## Biografia
Era il figlio del Conte Massimiliano, appartenente alla famiglia Manci e di Giulia baronessa Sardagna. La famiglia era di orientamento garibaldino mazziniano. 
Durante la prima guerra mondiale si arruolò volontario nell'esercito italiano combattendo come ufficiale nel battaglione "Val Brenta" del 6º Alpini. Fu amico di Gigino Battisti (figlio di Cesare Battisti) e partecipò con questi e con il fratello Sigismondo all'Impresa di Fiume.

### Impegno politico
Fin dall'anno 1920, iscrittosi al Partito Repubblicano Italiano, animò la sua sezione trentina, assumendo immediatamente posizione contro il fascismo e cominciando una campagna per più di vent'anni contro quella dittatura verso cui non si fece mai illusioni, criticando senza riserve il fenomeno fascista, definendolo controrisorgimentale.
Nel 1924 si avvicinò a Randolfo Pacciardi, tra i fondatori del movimento “Italia Libera”. A Trento, il 16 novembre 1923, un gruppo di ex combattenti iscritti all'Associazione Nazionale Combattenti formò una sezione dell'associazione “Italia Libera”, intitolata a Cesare Battisti.
La sezione del capoluogo trentino di “Italia Libera” ebbe vita breve, come le altre d'altronde. Infatti i suoi membri furono obbligati ad operare nella clandestinità. Nel periodo clandestino, il gruppo trentino di “Italia Libera” organizzò con successo l'espatrio di numerosi antifascisti tra cui Egidio Reale, Pacciardi, Masini, Angeloni, la moglie e le figlie di Bruno Buozzi, la moglie di Schiavetti.

### Impegno nella resistenza

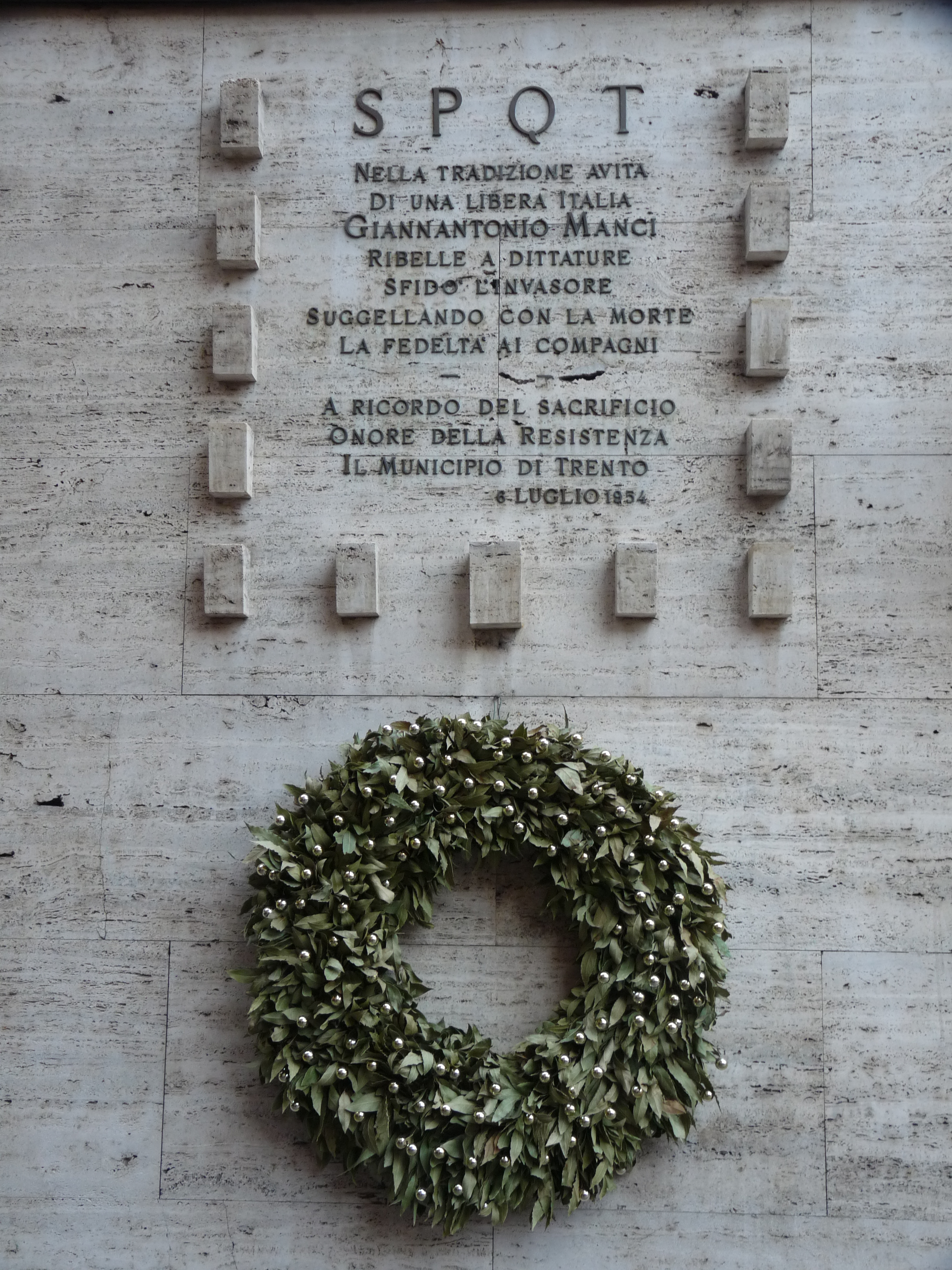
Lapide commemorativa in Piazza Cesare Battisti a Trento

Dopo l'annuncio dell'armistizio, Manci cominciò ad ammassare in luoghi sicuri munizioni ed esplosivo, che poteva reperire dato il suo lavoro di commerciante in questo settore.
Il 20-21 settembre 1943 si svolge la prima riunione del Comitato di Liberazione di Trento: erano presenti Manci, Ottolini, Pincheri, Beppino Disertori, Bacchi e De Unterrichter; viene nominato capo della Resistenza Trentina come presidente del CLN di Trento.
Viene arrestato, insieme al comandante Gastone Franchetti dalla Gestapo il 28 giugno 1944 a causa dell'azione di Fiore Lutterotti, spia al servizio della polizia nazista che presentò un rapporto, datato 7 giugno 1944, in cui descrisse dettagliatamente la Brigata Cesare Battisti.
Muore gettandosi dal terzo piano della finestra della sede della Gestapo di Bolzano per sfuggire all'ennesima seduta di torture a cui era sottoposto da giorni, il 6 luglio 1944.